# Argopecten irradians
Argopecten irradians är en musselart som först beskrevs av Jean-Baptiste Lamarck 1819.  Argopecten irradians ingår i släktet Argopecten och familjen kammusslor.
Höger och vänster klaff av samma exemplar:

Höger klaff
Vänster klaff

## Underarter
Arten delas in i följande underarter:
- A. i. irradians
- A. i. concentricus
- A. i. amplicostatus

## Bildgalleri

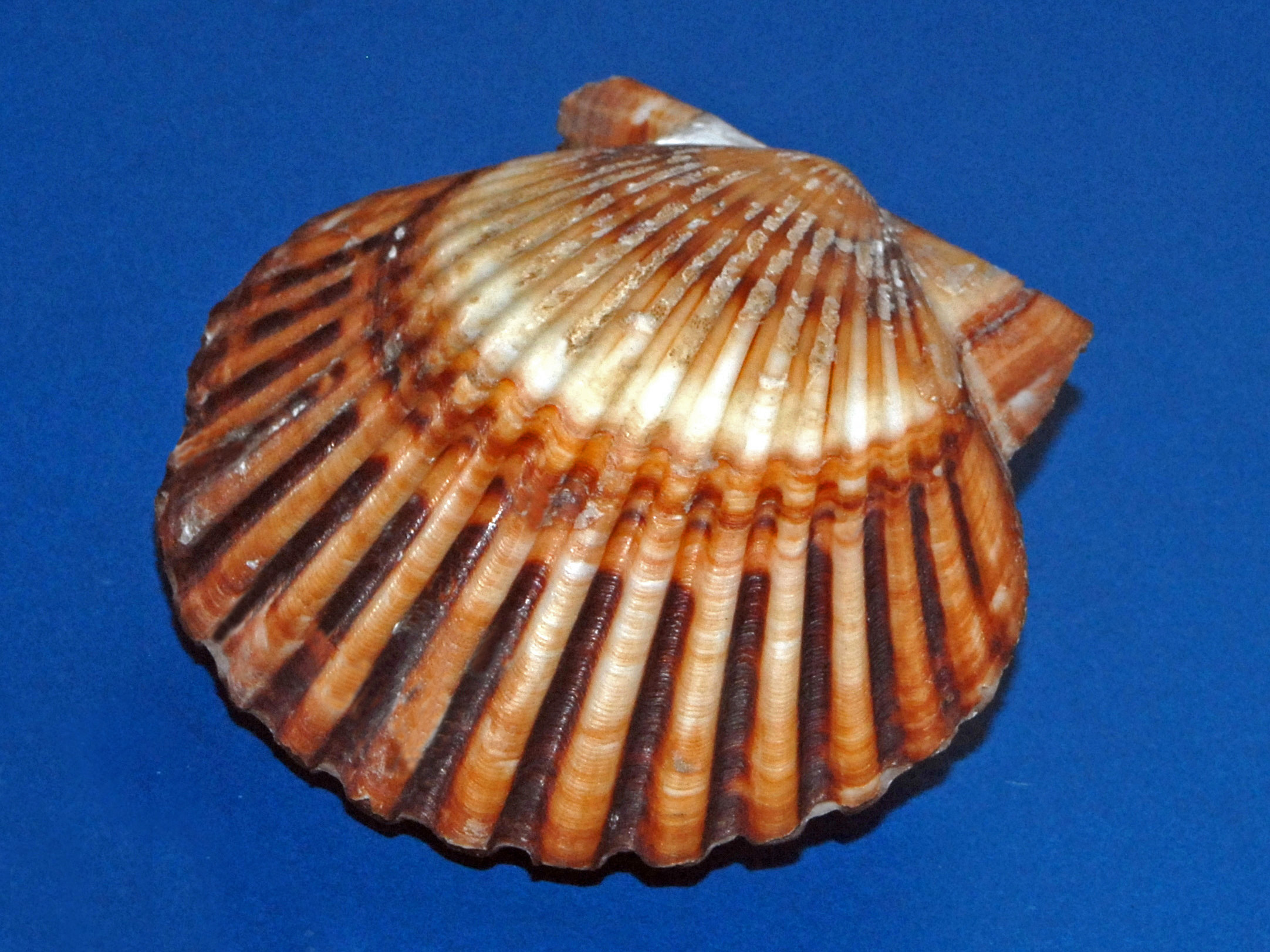